# インターネット・ゲーム・データベース
インターネット・ゲーム・データベース（Internet Game Database、IGDB） は、その特徴に従って、「ゲームの知識を収集、保存、公開する」ことを目的としたウェブサイト。「ゲーム」という一般的な言葉が使用されているが、コンピュータゲームのみが扱われている。 